# Lechytia trinitatis
Lechytia trinitatis är en spindeldjursart som beskrevs av Beier 1970. Lechytia trinitatis ingår i släktet Lechytia och familjen Lechytiidae. Inga underarter finns listade i Catalogue of Life.